# Anthicus antherinus
Anthicus antherinus är en skalbaggsart som först beskrevs av Carl von Linné 1761.  Anthicus antherinus ingår i släktet Anthicus, och familjen kvickbaggar. Enligt den finländska rödlistan är arten nära hotad i Finland. Arten är reproducerande i Sverige. Artens livsmiljö är torra gräsmarker.

## Bildgalleri

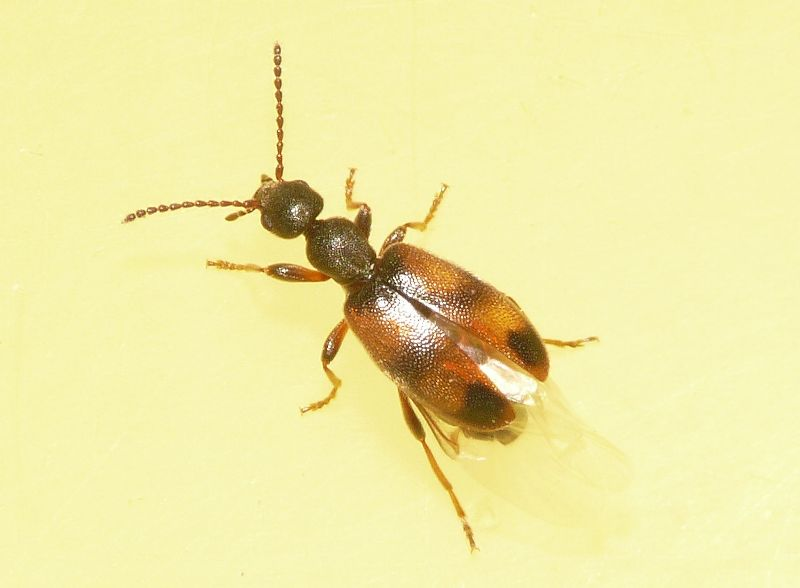